# Volby do Evropského parlamentu v Irsku 2009
Volby do Evropského parlamentu v Irsku proběhly v pátek 5. června 2009 souběžně s volbami do místních zastupitelstev. Počet mandátů v Evropském parlamentu přidělený Irům se oproti roku 2004 zmenšil ze 13 na 12 mandátů.

## Volební obvody

Znázornění volebních obvodů v Irsku pro volby do EP 2009

| Obvod       | Mandátů |
| ----------- | ------- |
| Dublin      | 3       |
| Východ      | 3       |
| Severozápad | 3       |
| Jih         | 3       |
| Celkem      | 12      |

## Výsledky voleb
| Strana                                | Frakce v EP | Preferenční hlasy | v %    | Mandáty | +/- |
| ------------------------------------- | ----------- | ----------------- | ------ | ------- | --- |
| Fine Gael                             | EPP         | 532 889           | 29,1   | 4       |     |
| Fianna Fáil                           | ALDE        |                   |        | 3       |     |
| Labouristická strana, Labour Party    | PES         |                   |        | 3       |     |
| Socialistická strana, Socialist Party |             |                   |        | 1       |     |
| Nezávislí kandidáti                   |             |                   |        | 1       |     |
| Sinn Féin                             | EUL-NGL     |                   |        | 0       |     |
| Strana zelených, Green Party          |             |                   |        | 0       |     |
| Libertas                              |             |                   |        | 0       |     |
| Celkem                                | /           |                   | 100,00 | 12      | -1  |